# Maral-Ischan-Moschee

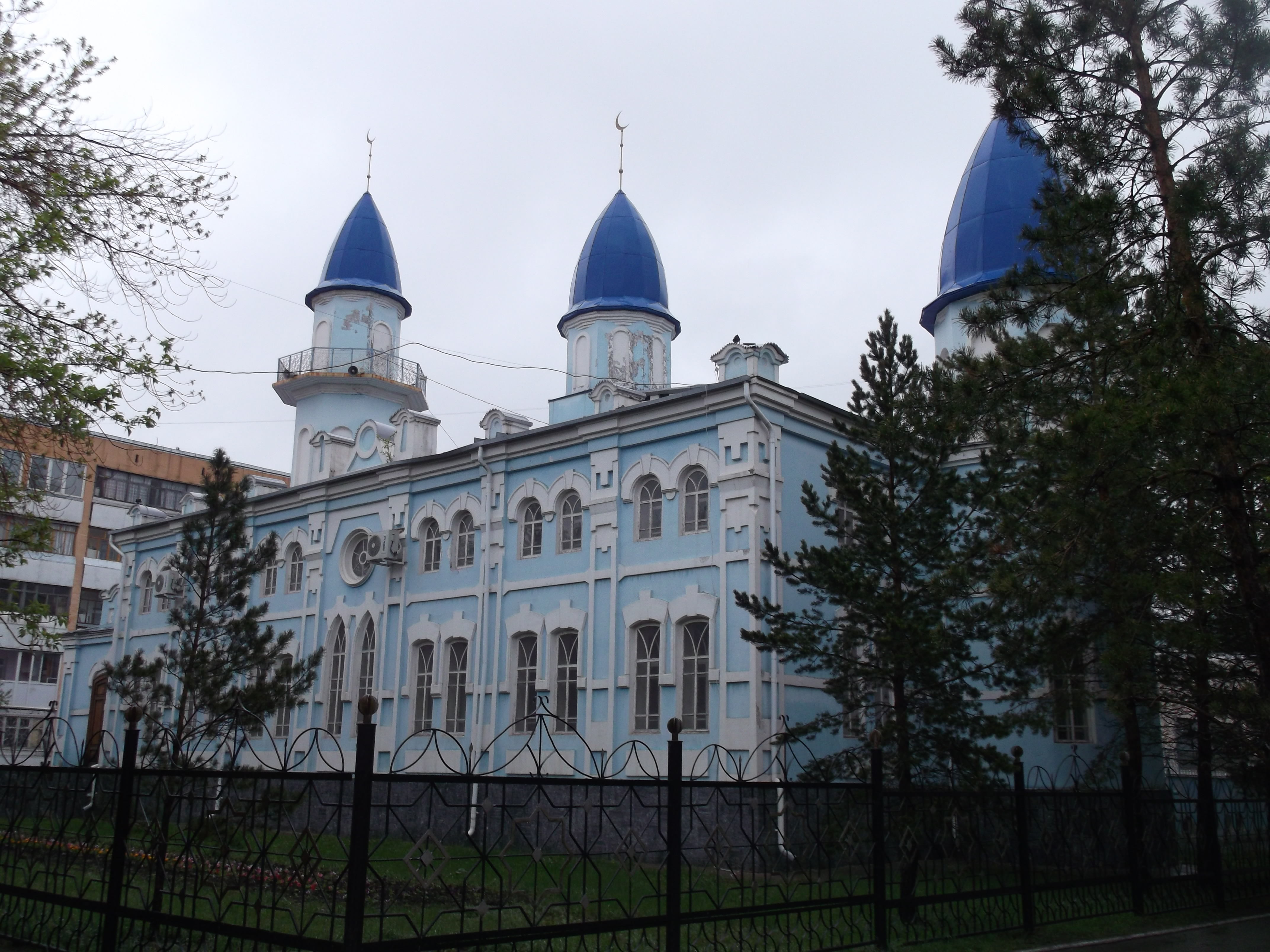
Die Maral-Ischan-Moschee (2012)

Die Maral-Ischan-Moschee (kasachisch Марал Ишан мешіті, russisch Мечеть имени Марал-ишана) ist eine Moschee in der kasachischen Stadt Qostanai.

## Geschichte
Die Moschee wurde 1893 erbaut. Finanziert wurde der Bau durch Spenden lokaler Muslime und wohlhabender Kaufleute, die in der tatarischen Siedlung der Stadt wohnten. Der Großteil der Spenden stammte von Abdulwali Jauschew, einem Mitglied einer reichen Kaufmannsfamilie. Sie war von Beginn an als Kathedralmoschee der Stadt bekannt, wurde von der Bevölkerung aber auch als Ak-Meschet (Weiße Moschee) bezeichnet. Dieser Name wurde ihr von gewöhnlichen Gläubigen der Stadt gegeben und sollte die Schönheit und Reinheit der Moschee zum Ausdruck bringen. Nach Abdulwali Jauschews Tod im Jahr 1906 wurde die Moschee von seinem jüngeren Bruder Mullagali unterstützt.
In den 1920er Jahren wurden die meisten Kirchen und Moscheen in der Sowjetunion von den Bolschewiki geschlossen und anschließend entweder abgerissen oder für andere Zwecke genutzt. Auch diese Moschee ereilte dieses Schicksal. Auf Beschluss des Stadtrats wurde das Gebäude der Moschee 1931 in ein Kino umgewandelt. Während des Zweiten Weltkrieges wurden Evakuierte aus anderen Teilen der Sowjetunion im Gebäude untergebracht. Nach dem Krieg wurde dort ein Kino für junge Menschen eingerichtet. 1986 wurde das Gebäude umgebaut, um die akustischen Anforderungen für einen Konzertsaal zu erfüllen. Seitdem beherbergte das Gebäude die regionale philharmonische Gesellschaft.
1991 wurde das Gebäude mit Entscheidung des Exekutivkomitees der Stadt an die muslimische Gemeinde zurückgegeben. Anschließend fanden Renovierungsarbeiten statt. 2002 wurde die Moschee nach dem Wissenschaftler Maral Ischan Qurmanuly benannt. Mit der Eröffnung einer neuen Moschee in Qostanai wurden die regelmäßigen Gebete in der Maral-Ischan-Moschee 2016 eingestellt; das Gebäude selbst war mittlerweile renovierungsbedürftig geworden. Im August 2018 teilte die Geistliche Verwaltung der Muslime in Kasachstan mit, dass sie die Moschee aus Geldmangel nicht mehr unterhalten könne. Das Bauwerk wurde schließlich in staatlichen Besitz übertragen.
Mitte 2020 konnten neuerliche Restaurierungsarbeiten zum größten Teil abgeschlossen werden. Dabei wurde das historische Erscheinungsbild der Moschee wieder hergestellt und die Minarette um jeweils drei Meter erhöht.